# ایستگاه دیویسویل
ایستگاه دیویسویل (انگلیسی: Davisville station) یک ایستگاه متروی زیرزمینی در خط یک یانگ–یونیورسیتی متروی تورنتو است.